# Frailea buenekeri
Frailea buenekeri ist eine Pflanzenart in der Gattung Frailea aus der Familie der Kakteengewächse (Cactaceae). Das Artepitheton buenekeri ehrt Rudolf Heinrich Büneker (1900–1971), einen Kakteensammler deutscher Herkunft aus Brasilien.

## Beschreibung
Frailea buenekeri wächst meist einzeln mit niedergedrückt kugelförmigen, rötlich braunen, fein punktierten Körpern. Die Körper erreichen bei Durchmessern von 1,5 bis 4 Zentimetern Wuchshöhen von 1,5 bis 6 Zentimetern und haben eine stark knollige Wurzel. Die 13 bis 23 Rippen sind niedrig und in Höcker gegliedert. Die darauf befindlichen ovalen Areolen sind bis 1 Millimeter lang. Die 8 bis 14 weißen Dornen sind kammförmig angeordnet und 1 bis 4 Millimeter lang.
Die schwefelgelben Blüten haben manchmal einen rötlichen Mittelstreifen. Sie sind 2,5 bis 4 Zentimeter lang und erreichen Durchmesser von 2,5 bis 6 Zentimetern. Die rötlich braunen Früchte sind 1 bis 2 Zentimeter lang und weisen Durchmesser von 0,7 bis 1,3 Zentimeter auf.

## Verbreitung, Systematik und Gefährdung
Frailea buenekeri ist in Brasilien im Bundesstaat Rio Grande do Sul verbreitet.
Die Erstbeschreibung wurde 1990 von Wolf Rainer Abraham (* 1952) veröffentlicht. Ein nomenklatorisches Synonym ist Astrophytum buenekeri (W.R.Abraham) Halda & Malina (2005).
Es werden folgende Unterarten unterschieden:   
- Frailea buenekeri subsp. buenekeri
- Frailea buenekeri subsp. densispina Hofacker & K.Herm

In der Roten Liste gefährdeter Arten der IUCN wird die Art als „Endangered (EN)“, d. h. als stark gefährdet geführt.

## Nachweise